# Estação Ferroviária de Caminha
A estação ferroviária de Caminha é uma interface da Linha do Minho, que serve a localidade de Caminha, em Portugal. Foi inaugurada em 1 de Julho de 1878.

## Descrição

### Localização e acessos
A estação situa-se na periferia da localidade de Caminha, junto à Avenida Saraiva de Carvalho.

### Infraestrutura
Esta estação tem uma situação ferroviária singular,[carece de fontes?] confinando, a sudoeste, com a boca do túnel homónimo (ao PK 104+400, a 176 m do ponto nominal da estação) e, a nordeste, com a amarração da ponte ferroviária sobre o Rio Coura.[carece de fontes?] Apresenta duas vias de circulação, identificadas como I e II, com 200 e 244 m de extensão e acessíveis por plataformas com comprimentos de 136 e 200 m e alturas de 80 e 70 cm de altura; existe ainda uma via secundária, identificada como III, com comprimento de 85 m que não está eletrificada. O edifício de passageiros situa-se do lado noroeste da via (lado esquerdo do sentido ascendente, a Monção).

O edifício está decorado com vários painéis de azulejos, produzidos pela Fábrica Sant’Anna, em Lisboa, na década de 1930. O conjunto dos azulejos totaliza cerca de 4200 unidades, 2600 divididos por vinte painéis figurativos (para além de 1600 do tipo padrão) da autoria do pintor Gilberto Renda (Seixas, 1884-1971), retratando costumes, paisagens, monumentos, atividades típicas da região.

### Serviços
Em dados de 2023, esta interface é servida por comboios de passageiros da C.P., com onze circulações diárias em cada sentido — regionais (entre Valença e Nine, Viana do Castelo, ou Porto-São Bento: 5×2 circulações), inter-regionais (entre Valença e Porto-Campanhã, Porto-São Bento, ou Figueira da Foz: 5×2 circulações), e inter-cidades (entre Valença e Coimbra-B: 1×2 circulações).

## História

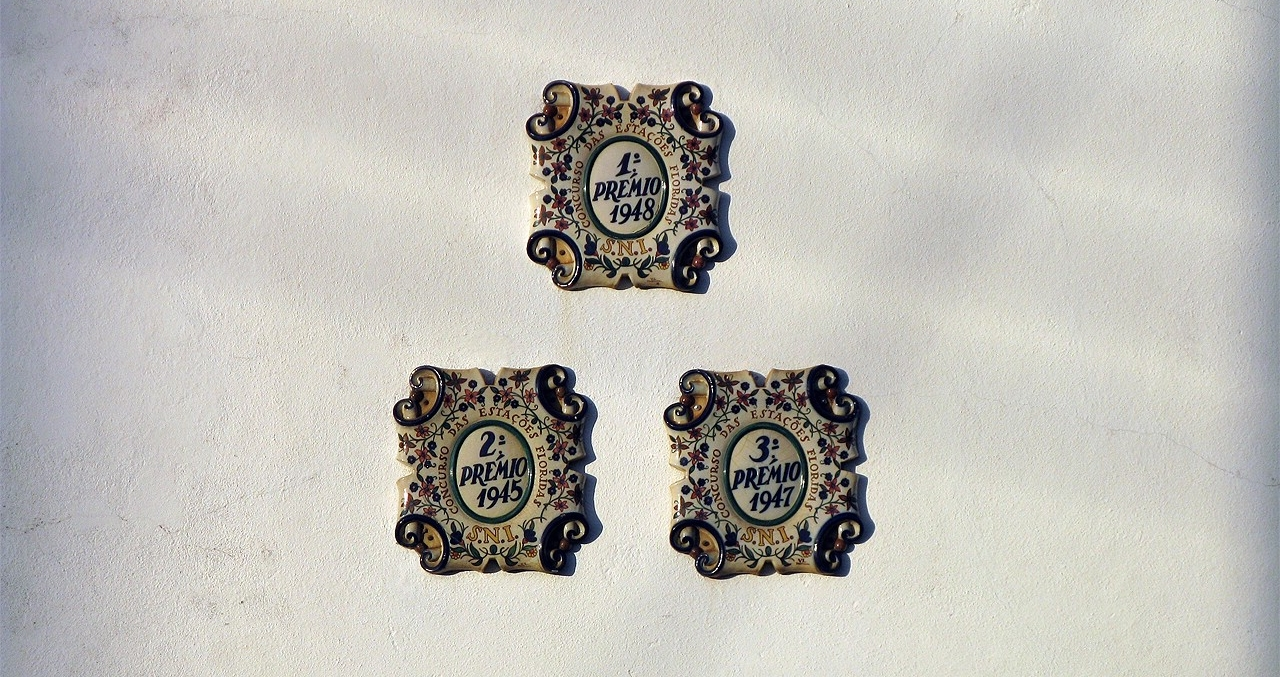
Prémios recebidos nos Concursos das Estações Floridas.

O lanço da Linha do Minho entre esta estação e Darque foi inaugurado em 1 de Julho de 1878, enquanto que o lanço seguinte, até São Pedro da Torre, entrou ao serviço em 15 de Janeiro de 1879.
Em Julho de 1902, a divisão do Minho e Douro dos Caminhos de Ferro do Estado lançou bilhetes a preços especiais até ao Porto, para uma exposição no Palácio de Cristal, tendo a estação de Caminha sido uma das contempladas por esta promoção.
Em 11 de Maio de 1927, a Companhia dos Caminhos de Ferro Portugueses passou a explorar as antigas linhas do Estado, incluindo a do Minho. Em 1939, a C.P. fez grandes obras de reparação no edifício para passageiros desta estação.
Um despacho de 26 de Maio de 1951 da Direcção Geral de Caminhos de Ferro aprovou um projecto da Companhia dos Caminhos de Ferro Portugueses para aditamento à tarifa especial 1-C, relativa ao transporte de bilhetes para destinos de praia ou termas, de forma a incluir esta estação. No XI Concurso das Estações Floridas, organizado em 1952 pelo Secretariado Nacional de Informação e pela Companhia dos Caminhos de Ferro Portugueses, a gare de Caminha foi premiada com uma menção honrosa especial, sendo o chefe de estação Albino Fernandes Madeira. No XIII Concurso, em 1954, a estação recebeu uma menção honrosa extra-concurso e um prémio de persistência excepcional, e no XVII Concurso, em 1959, alcançou o primeiro lugar.

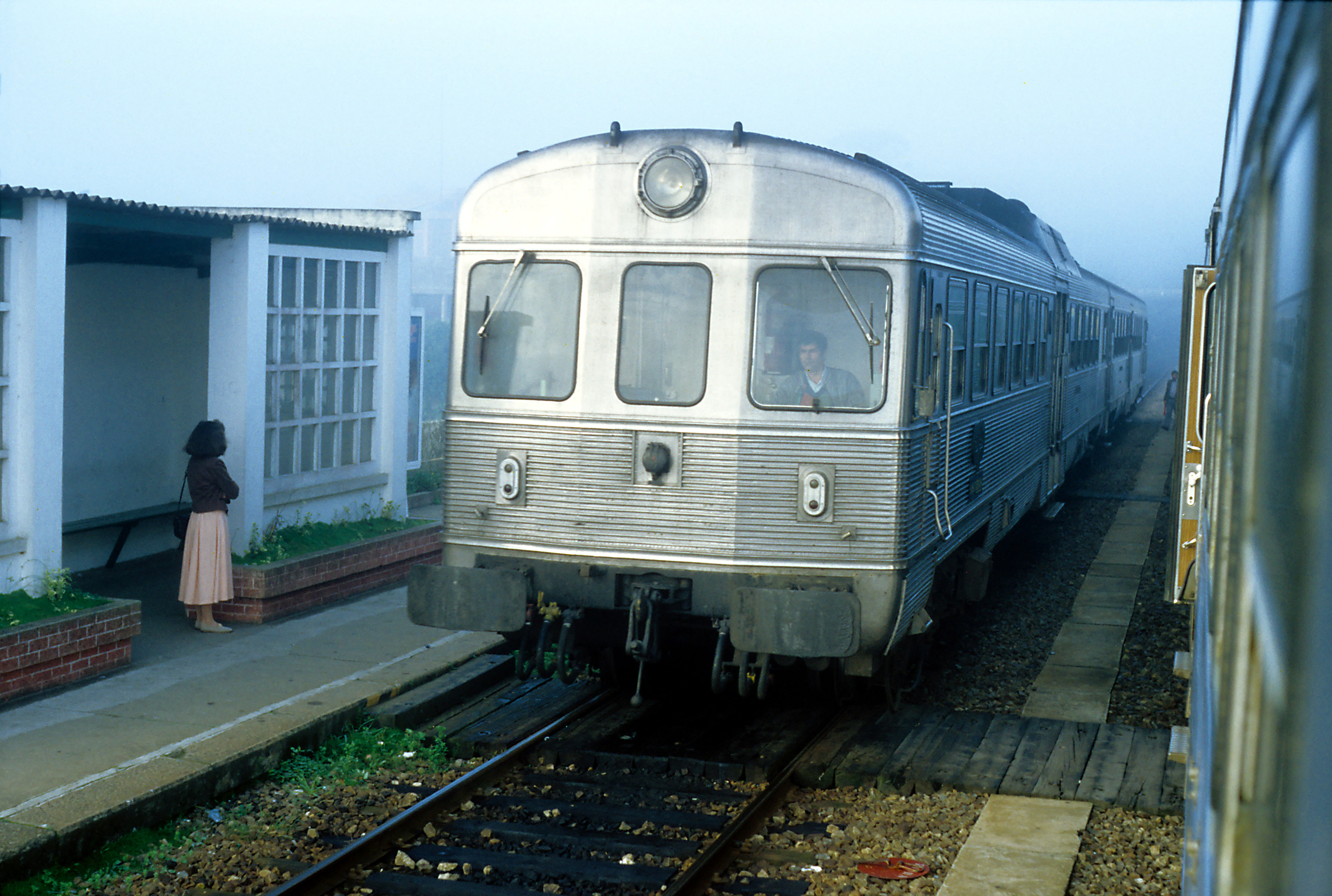
Automotoras em serviço regional e internacional, em Caminha, 1998.

Em 2004, esta interface tinha a classificação E (Estação) da Rede Ferroviária Nacional. Em 2010, possuía duas vias de circulação, ambas com 300 m de comprimento, e duas plataformas, uma com 135 m de extensão e 30 cm de altura, e a outra com 159 m de comprimento e 40 cm de altura — valores mais tarde ampliados para os atuais.
Em 2013, o antigo comboio internacional entre o Porto e Vigo foi reestruturado, passando a denominar-se Celta e deixando de servir algumas estações, como a de Caminha. Apesar disto, o comboio continuaria a parar nesta estação, mas apenas para fazer cruzamento com circulações do sentido oposto, não permitindo a entrada e saída de passageiros.

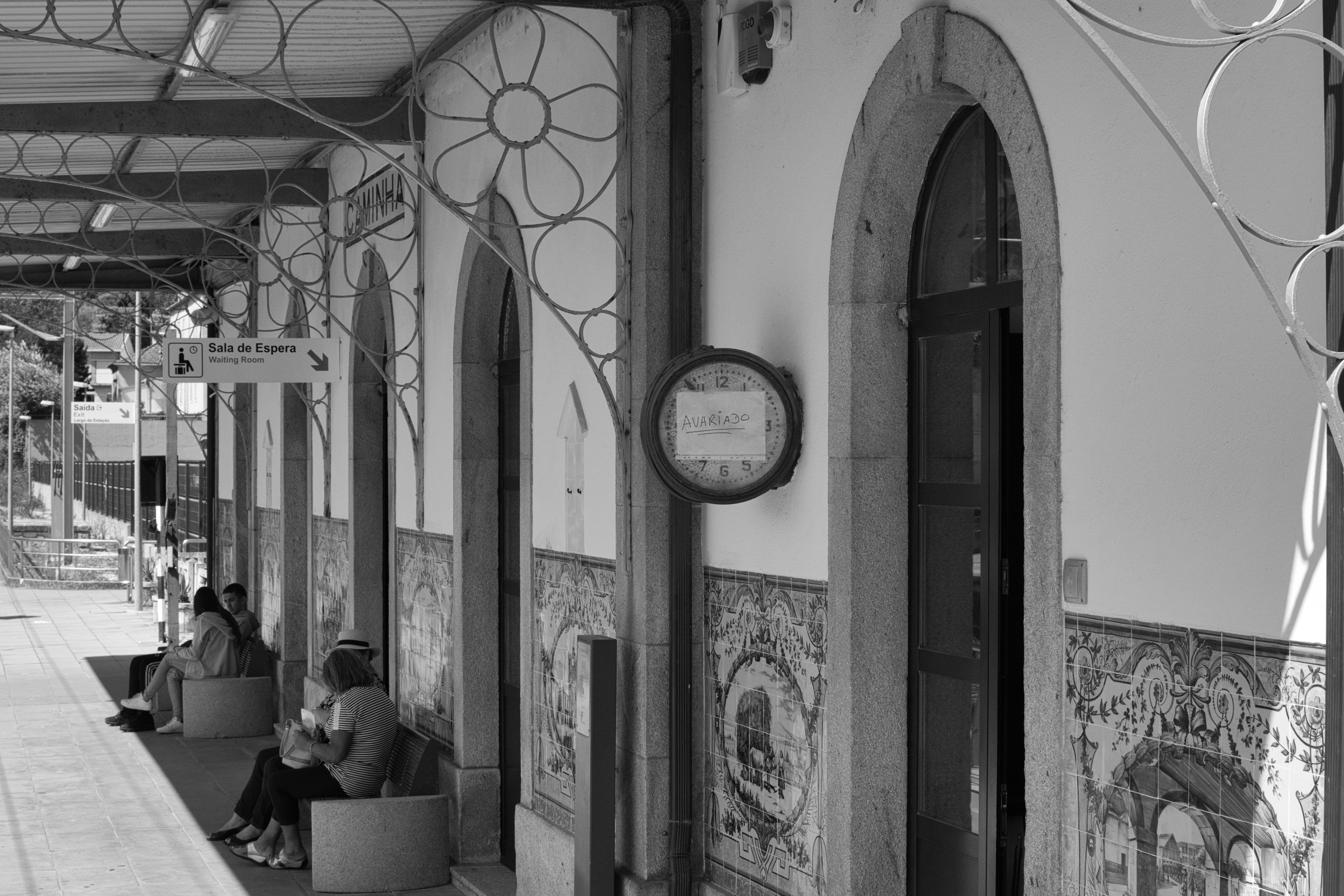
Aspeto da estação em 2021.

Em 2021, após obras de reparação e eletrificação, começaram a circular neste troço (Viana-Valença) comboios elétricos.

## Ver também

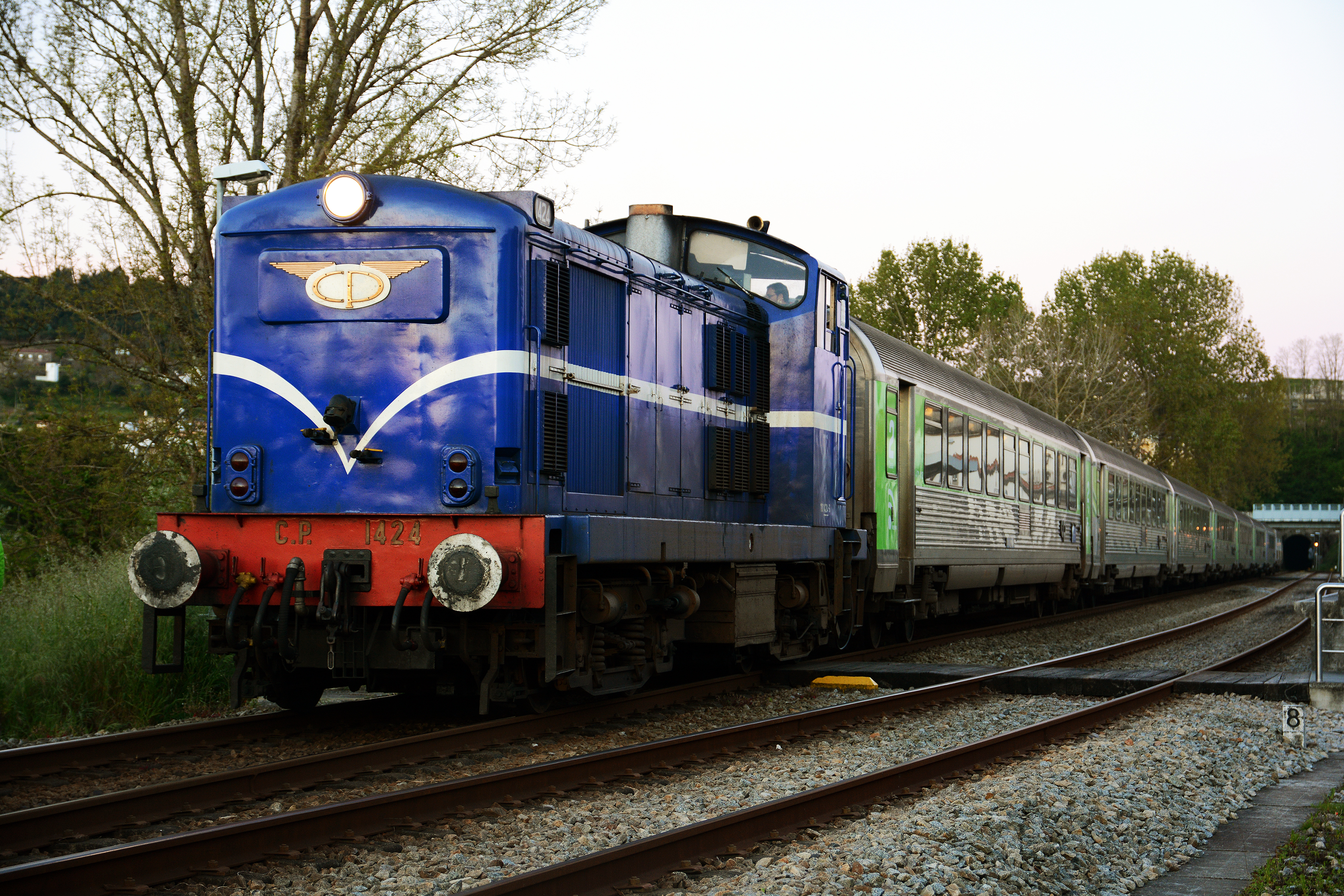
Comboio a passar pela estação de Caminha, em 2016